# Piateda
Piateda là một đô thị ở tỉnh Sondrio trong vùng Lombardia của Italia, có vị trí khoảng 100 km về phía đông bắc của Milano và khoảng 5 km về phía đông của Sondrio. Tại thời điểm ngày 31 tháng 12 năm 2004, đô thị này có dân số 2.291 người và diện tích là 70,9 km².
Piateda giáp các đô thị: Albosaggia, Caiolo, Carona, Faedo Valtellino, Montagna in Valtellina, Poggiridenti, Ponte in Valtellina, Tresivio, Valbondione.